# Jembke
Jembke er en kommune i Landkreis Gifhorn i den tyske delstat Niedersachsen. Den er en del af, og ligger i den nordlige del af amtet (Samtgemeinde) Boldecker Land.
Jembke ligger mellem naturparkerne Südheide og Drömling ved floden Kleine Aller.